# تیک کوانگ دو
تیک کوانگ دو (انگلیسی: Thích Quảng Độ؛ زادهٔ ۲۷ نوامبر ۱۹۲۸ – درگذشته ۲۲ فوریه ۲۰۲۰) بهکشو و فعال حقوق بشر بود. وی یک راهب بودایی اهل ویتنام بود.

## افتخارات
او در سال ۲۰۰۲ جایزه هومو هومینی را برای فعالیت‌های حقوق بشر توسط سازمان مردم نیازمند در جمهوری چک، دریافت کرد که با جایزه‌های تیت وین کوانگ و تادئوس وین وان لی نیز به اشتراک گذاشته شد.
وی همچنین برندهٔ جوایزی همچون جایزه یادبود تورلف رافتو شده‌است.